# (5604) 1992 FE
(5604) 1992 FE est un astéroïde Aton et cythérocroiseur classé comme potentiellement dangereux. Il fut découvert par Robert H. McNaught à l'observatoire de Siding Spring le 26 mars 1992.